# Calomyscinae
Sous-famille
Les Calomyscinae sont une sous-famille non reconnue par MSW pour laquelle il n'y a pas de taxon intermédiaire entre la famille Calomyscidae et le seul genre concerné.

## Liste des genres
Selon BioLib (1 septembre 2019) :
- genre Calomyscus Thomas, 1905 - hamster souriciforme
  - Calomyscus bailwardi Thomas, 1905
  - Calomyscus baluchi Thomas, 1920
  - Calomyscus elburzensis Goodwin, 1939
  - Calomyscus grandis Schlitter & Setzer, 1973
  - Calomyscus hotsoni Thomas, 1920
  - Calomyscus mystax Kashkarov, 1925
  - Calomyscus tsolovi Peshev, 1991
  - Calomyscus urartensis Vorontsov & Kartavseva, 1979